# 魔法使いは真実のスター
『魔法使いは真実のスター(A Wizard, a True Star)』はアメリカのミュージシャン、トッド・ラングレン(Todd Rundgren)による4枚目のスタジオ・アルバムで、1973年3月2日にベアズヴィル・レコードからリリースされた。
このアルバムは前作『Something/Anything?』(1972年)から大きく方向転換しており、ストレートなポップソングが減少している。
この変化についてラングレンは、自身のサイケデリック・ドラッグ(幻覚剤)による実験的体験や

「自分の内面的な環境における音楽や音のあり方が、それまで自分が作っていた音楽とはいかに異なっていたか」
を悟ったことが大きな影響だったと語っている。
このアルバムはプロデュース、エンジニアリング、演奏のほとんどをトッド・ラングレン一人で手がけた作品である。彼は本作を幻覚体験にインスパイアされた「飛行計画(フライトプラン)」のようなものとして構想しており、すべての楽曲が途切れなくシームレスに繋がっていく構成になっている。アルバムは「カオス的な」ムードから始まり彼が愛するソウル・ミュージックのメドレーで終わる。
リリース当時、ラングレンはこの『Wizard』をユートピア思想の発展を意図したものと語っていたが後年には「特定の意味はなかった」と述べている。アルバムからはシングルは一切リリースされておらず、これは「曲をLP(アルバム)全体の文脈の中で聴いてほしい」という彼の意向によるものだった。
全19曲、約56分という長さは当時としては最長クラスのシングルディスクLPの一つである。発売時『A Wizard, a True Star』は批評家から広く高い評価を受けたが、売上は芳しくなく米国チャートでは最高86位にとどまった。ラングレン自身は「その結果、当時のファンの半分を完全に失った」と語っている。
このアルバムをサポートするため、彼は「ナッズ(Nazz)」以来となる正式なバンド「ユートピア(Utopia)」を結成したが、技術的に野心的だったステージショーはわずか2週間でツアー中止となった。
『A Wizard, a True Star』は後世の「ベッドルーム・ミュージシャン(自宅録音アーティスト)」たちに大きな影響を与えた作品として再評価されている。

## 背景
1972年2月『Something/Anything?』が3枚目のソロ・アルバムとしてリリースされた。この作品は彼にとって初めて「Runt」という仮名ではなく、自身の本名でクレジットされたアルバムである。このアルバムには彼の代表曲となる楽曲の数々に加えジャム・セッションやスタジオでの雑談も収録されていた。
このアルバムの成功を受けて、評論家たちはラングレンを1960年代のビートルズやビーチ・ボーイズのブライアン・ウィルソンのスタジオ実験を継ぐ精神的後継者と称賛した。さらに、アルバム収録のシングル曲「I Saw the Light」や「Hello It's Me」の作風を理由に彼を「男性版キャロル・キング」と評する声も上がるようになった。
ラングレンはこれについて、
「キャロル・キングには敬意を表するがそれは自分が音楽的遺産として残したいものではなかった。」
と語っている。
その後ラングレンはニューヨークに戻り人生で初めてサイケデリック・ドラッグ(幻覚剤)の使用を始めた。彼の記憶によれば使用したのはDMT(ジメチルトリプタミン)、メスカリン、シロシビン、そしておそらくLSDである。
彼は『Something/Anything?』の楽曲の多くは定型的すぎたと感じるようになりそれに代わるものとしてより多様で実験的な作品を作ろうと考え始めた。また彼の音楽的嗜好も、フランク・ザッパ、イエス(Yes)、マハヴィシュヌ・オーケストラといったプログレッシブ・ロックのアーティストへと傾き始めていた。
彼はこの変化について次のように語っている：
「以前の音楽を突然すべて捨てて“自分の頭の中の音楽”を作ろうとしたわけではない。むしろ、その体験を通じて自分の作曲スタイルの一部を意識的に手放し新しいアイデアを吸収し完成品の聴こえ方を変えることができるようになった。」
とはいえ彼は、
「自分がここまで急激に方向転換することになるとは当時はまったく意識していなかった。」
とも認めている。

## プロダクション
『A Wizard, a True Star』のサウンドや構成は、ラングレンの幻覚体験に大きく影響を受けている。
彼は次のように語っている：
「とてもADHD的で……音楽のアイデアが完成しているかどうかなんて気にしなかった。」
ラングレンはキーボーディストのムーギー・クリングマンと共にアルバム制作のためのプロフェッショナルなレコーディングスタジオ「Secret Sound(シークレット・サウンド)」を設立した。
このスタジオはニューヨーク・マンハッタン24丁目に位置しラングレンの仕様に基づいて設計された。「スタジオの時間単位の利用料金を気にせず、自由に音の実験ができるようにする」ためだった。
彼はこのようにも語っている：
「シンセサイザーは弦やホーンの代わりとしてではなくシンセサイザーらしい音であるべきだと思っていた。」
スタジオの建設には2～3か月が費やされその費用は『Something/Anything?』で得た印税とクリングマンが受け取ったセカンド・ソロアルバム(Moogy II)のための前金1万ドルでまかなわれた。
ラングレンは後にこう振り返っている：
「ある意味、『A Wizard, a True Star』の制作は急ぎ足で行われたんだ。スタジオがまだ完成していなかったから……すべてが場当たり的に感じられたよ。」
クリングマンによればスタジオの機材は常に故障していて絆創膏とガムでなんとか繋ぎ止めていたような状態だった。
最初に録音した曲については意見が分かれており、ラングレンは「Sometimes I Don't Know What to Feel」だと考えているがクリングマンは「International Feel」だと記憶している。
ラングレンは、ビブラフォン、オルガン、各種キーボード、Fairchild製のイコライザー、Stephensの16トラックテープレコーダーなど多くの楽器や機材を導入した。
曲によってはラングレンがすべての楽器を演奏したりあるいはMoogy & the Rhythm Kingz(クリングマン、ドラマーのジョン・シオモス、キーボーディストのラルフ・シャケット、ベーシストのジョン・ジーグラーを含む)の協力を受けた。
ラングレンは、音楽に良い影響を与えるなら誰でも自由にアイデアを出してほしいとメンバーに奨励していた。
ジーグラーはこう語っている：
「トッドが演奏してくれる人を必要としていた時に僕らはすでにそこにいた。Secret Soundは僕たちのクラブハウスのようなものでトッドがそのクラブのリーダーになったんだ。」
通常のセッションではラングレンがピアノやギターで書かれた未完成の楽曲を持ち込みバンドが耳で覚え、必要に応じて譜面を起こした。ボーカルはベーシック・トラックの録音が完了した後に録音された。
またラングレンは唯一のエンジニアでもありクリングマンによれば
「彼はコントロールルームに入ってレベルを設定し、また戻ってきて調整し直す。信じられないほどだったが彼はそういうやり方が好きだった」という。
『A Wizard, a True Star』は、史上最も長いシングルディスクLPの一つであり全長55分56秒という長さはアナログレコードの物理的限界を押し広げるものだった。1枚のレコード面としては通常より長いため溝の間隔を狭くしなければならず、結果として音量や音質が大きく低下した。
ラングレンはその問題をインナースリーブ(内側の解説書)で認めスピーカーの音量を上げて聴くよう勧めている。
アルバム全体はSecret Soundで録音されたが、ラストトラック「Just One Victory」だけは以前にAdvantage Studiosで録音されたものである。

## スタイルとコンセプト
『A Wizard, a True Star』はプログレッシブ・ロック、サイケデリック・ロック、ショー・チューン(舞台音楽)、バブルガム・ポップ、フィラデルフィア・ソウルなどの要素を取り入れている。さらに、ジャズやファンクの影響もありキーボーディストのラルフ・シャケットは「トッドは当時ラヴェルが好きな作曲家だとよく話していたけれど、ファンクはあまり聴いてなかったから僕とムーギー(クリングマン)で教えていたようなものだった」と語っている。
全体的に音楽評論家たちはこのアルバムを「プログレッシブ・ポップ」「サイケデリア」「アヴァン・ポップ」「R&B」の作品と分類している。
「これはちょうど自分がまだ印象づけられる前の地点に戻ろうとする赤ん坊のような試み。あらゆる刺激が既成の意味を持たない世界。
聴き手がどんな意味を与えるか、評価するか、忘れるか、覚えるかは自由だよ。」

— トッド・ラングレン(2010年)
アルバムのタイトルについてラングレンはライナーノーツでこう説明している：
「僕は“本当のスター”じゃない……ただ、人間の持つ『知識への探求』や『愛への探求』を音楽で代弁する存在なんだ。」
このアルバムが「コンセプト・アルバム」だという見方を彼は否定しているが全曲が一つながりの“飛行計画(フライト・プラン)”として設計されており、混沌とした雰囲気で始まりお気に入りのソウル曲をメドレーにして終わるという構成になっている。
A面「The International Feel (In 8)」は様々な音楽的ムードを大胆に切り替えながら進行する。収録曲には1954年のミュージカル版『ピーター・パン』から「Never Never Land」のカバーやジョン・レノンをはじめとした“リムジン・ラジカル(高級階級の急進派)”を批判する「Rock and Roll Pussy」が含まれる。
B面「A True Star」は主にバラードが中心で以下のソウル・クラシックのメドレーが収録されている：

「I'm So Proud」(インプレッションズ)

「Ooh Baby Baby」(ミラクルズ)

「La La Means I Love You」(デルフォニックス)

「Cool Jerk」(キャピトルズ)

これについてラングレンはこう述べている：
「それは記憶の中にぽっかり空いた穴みたいなもの。ソウルミュージックなど、自分が愛していた記憶がどこからともなく漏れ出してくるんだ。それもサイケデリックな体験のひとつで、以前とは違う形で物事が見えてくる。そしてその意味合いも変わってくる。」
音楽学者のダニエル・ハリソンは、このアルバムを1960年代末のビーチ・ボーイズのアルバム『Smiley Smile』と比較し、両者は「突然の展開」「様々なポップスタイルの融合」「独特なプロダクション効果」といった音楽的特徴を共有していると述べた。ただし当時、ビーチ・ボーイズは商業的に低迷していたためその実験的スタイルを模倣するアーティストはほとんどいなかったとも指摘している。しかしラングレン自身は商業的期待に合わせて音楽スタイルを変えることには全く関心がなかったと語っており、なぜなら「プロデューサーとしてすでに十分なお金を稼いでいた」からだという。
スタジオオーナーのアルバート・グロスマンは『A Wizard, a True Star』に対して意外にも寛容だったとされており、ムーギー・クリングマンによればグロスマンは「Da Da Dali」の録音セッションでトッドがアル・ジョルソン風に歌いながら、バンドが意図的に「全て間違った音」を演奏している場面に居合わせたにもかかわらず、「何事もなかったかのように黙ってうなずいていた」という。
1973年のインタビューで、ラングレンはこのアルバムを通じてユートピア的理想を推進することを目指していたと述べている。また『Wizard』は「完成された楽曲構造に頼らず雰囲気やテンポ、長さ、感情を形作る初めての作品だった」として、
「いずれ人々は政治家よりロック・ミュージシャンを真剣に受け止めるようになるかもしれない」
と語っている。
1972年には次のようにも述べていた：
「自分のやっていることは実は音楽ですらないのかもしれない。内なるなにかはもっとずっと大きな何かを求めている。今は音楽という手段を通して表現しているけれど、それもいずれは超えていかなければならないものだ。」
音楽評論家ボブ・スタンリーは、このアルバムについてこう評している：
「トッドはこの作品でガーシュウィン、ワイマールのキャバレー、そして電子犬の戦いといった彼のあらゆる音楽的情熱を一つの“血の通ったシンセ・シチュー”に仕上げた。」

## アルバムジャケット
『A Wizard, a True Star』は型破りな形状のアルバムカバーでパッケージされていた。
表紙にはアーサー・ウッド(Arthur Wood)によるシュルレアリスム風の絵画が描かれており、彼はその中に暗号のようなメッセージを埋め込んでいた。この絵についてラングレンは2009年のインタビューでこう語っている：
「彼は自分で考案した小さな言語を使っていて作品全体にリズムのような図形が流れていたり、ルーン文字のような模様が描かれていたりするんだ。
たぶん彼の彼女に向けた秘密のラブメッセージだったんじゃないかな。
でも特に衝撃的な意味があるわけじゃない。
実際、彼はそれが何を意味するのか僕には一度も説明しなかったから真相は知らないんだ。
ギャラリーのウィンドウで彼の絵を見てその古典的なタッチと奇妙で象徴的なダリ風のシンボリズムが混ざり合った感じが気に入ったんだ。
彼が正面と横顔の視点を同時に描いていたのも面白かったね。
全体としてその絵は僕が音楽で目指していたものをグラフィックで表現しているように感じられた。
僕は数回、彼のために絵のモデルとして座ってあとは彼が自由に描いたんだ。
僕から『こうしてほしい』とは一切言わなかったよ。」
さらに、この型抜き仕様のアルバムカバーにはラングレンの友人であるパティ・スミス(Patti Smith)が書いた詩「Star Fever」が巨大な絆創膏の形のレプリカに記されて同梱されていた。また、リスナーに対して「このカードを送ればあなたの名前を次のアルバムに掲載します」と書かれたポストカードも付属していた。
ラングレンによればこれらのアイデアはどちらもアルバート・グロスマン(Albert Grossman)の発案だったという。

## リリースとユートピア・ツアー
『A Wizard, a True Star』は1973年3月2日にリリースされ米国のBillboard 200チャートで最高86位を記録した。
ラングレンの意向により本作からはシングルは一切発売されなかった。彼は「LPという文脈の中でこそ楽曲を聴いてほしい」と考えていたためである。本作のリリースと時を同じくして前作収録のシングル「Hello It's Me」がヒットチャートを上昇していた。Bearsvilleレーベルの重役ポール・フィシュキンは当時をこう振り返っている：
「タイミングの悪さが痛かった。トッドはもうサイケデリックな旅に出ていてその一年後になって『ハロー』がヒットしてしまった。でもその時点で、彼の精神状態はまったく別次元にあったんだ…」
ラングレンは『Something/Anything?』に収録された5曲もの潜在的なヒット曲のシングル化も拒否していた。
『A Wizard, a True Star』はイギリスではチャート入りすらしなかった。
「ユートピアというバンドの存在理由は理想郷という概念が現実になるかもしれないと人々に思わせること。本当の理想郷とは言えないが今の僕らに可能な範囲でそれを表現している。僕らはロックンロール界のディズニーランドさ。少し努力すれば、誰でもそこに入って来られるんだ。」
— トッド・ラングレン(1973年3月)
『Wizard』は後にラングレンがユートピア(Utopia)というバンドを通じてさらに深めていく実験的音楽の出発点でもあった。リリースと同時に彼は新たに結成されたユートピアとともにテクノロジーを駆使したステージショーの準備を始めた。これはナッズ(Nazz)以来の正式なバンド活動でもあった。ツアーは1973年4月にスタートしたがわずか数週間で中止されてしまった。
その後、他のプロデュース業がひと段落したラングレンはユートピアのより洗練された構成を計画し始める。だがその前に彼はシークレット・サウンド・スタジオへ戻りシンセサイザー主体のダブルアルバム『Todd』を録音することとなる。この作品もまた、彼の幻覚体験からインスピレーションを得た内容だった。
なお、同作に収録された「A Dream Goes on Forever」はもともと『Wizard』のために書かれた曲だった。

## 批評家の反応
売上は振るわなかったものの『A Wizard, a True Star』は広く批評家から高い評価を受けた。
パティ・スミスは雑誌『Creem』のレビューでこう書いている：
「神々ですら微笑む冒涜。頭蓋骨のためのロックンロール。非常に高貴なコンセプト。過去・現在・未来をひと目で見渡す。音楽的感覚を通じた理解。トッド・ラングレンは、アニメーションで夢を見る狂乱の子どもたちの時代に私たちを備えさせている。」
『NME』のニック・ケントは「これは偉大なレコードだ」と述べその多様性を称賛しこう結んでいる：
「すでに1973年の“ベストドレッサー10枚”に入る運命にある。これを買わないなんて尻を蹴られて当然だよ。」
『Phonograph Record』のロン・ロスは「Zen Archer」を「トッドにとってこれまでで最も美しい作品」と呼びアルバム全体については「60年代における音楽的・感情的な解放の最終的証言とみなされるべきだ」と語っている。
一方、『Playboy』はこれを「いつものラングレン流のイライラするビュッフェのような内容」と評しつつも、
「A面はさらに奇妙でとりとめがなくおかしくてどういうわけか傑作だ。トッドはきっと『Just Another Onionhead（ただの玉ねぎ頭）』なんかじゃない」
とも述べた。
『Sounds』誌のジェリー・ギルバートは、「本当に驚異的な作品だ」と称賛している。
一方で、反応は賛否両論でもあった。『Billboard』はこう書いている：
「シンガー／ライター／プロデューサーによる、明らかに風変わりなLP。多様なボーカルスタイル、ムーグなどの奇妙な楽器による音、そしてトッド自身や他者による良曲が詰まっている。慣れるのに少し時間がかかるかもしれないが……FM局はこれを喜んで流すだろう。」
やや否定的に『Creem』のロバート・クリストゴーはこう評した：
「トッド・ラングレンは、大したことないソングライターで、女に問題を抱え、ミキサーには強くて、ユーモアのセンスだけはある男だ。」
『Rolling Stone』誌のジェームズ・アイザックスはこのアルバムを次のように評した：
「彼の作品の中で最も実験的で、そして最もイライラさせられる試み。熱心なファンですらA面のふざけた内容には耐えかねるだろう。それはむしろカトゥーンのサウンドトラック向きだ。しかしB面は抑制が効いており、あふれるユーモアと無垢な雰囲気に満ちていてアルバム全体が完全な失敗作になるのを救っている。」
後年の評価においては、音楽ジャーナリストのバーニー・ホスキンスがこう語っている：
「史上最高のアルバムだ。めまぐるしく感情とジャンルを変化させる目が回るようなジェットコースター。21世紀の最先端エレクトロポップよりもはるかに未来的に聞こえる。」
『MusicHound Rock』（1996年）のクリストファー・スカペリッティは「ポップスターとしてのイメージを180度転換する魅惑的な音のコラージュ」と表現。
『Pitchfork』のエヴァン・ミンスカーは「トリップ感満載で常に動き続けるアルバムで意図的に不気味なほどにサイケデリックな細部が施されている」と評価。これはラングレンが手がけたスパークスのアルバムにも通じる感覚だという。
サム・リチャーズ(『ガーディアン』)はこの作品を「『ホワイト・アルバム』よりも音楽的に豊かで狂気じみて野心的」「プリンスの『パープル・レイン』を10年先取りした」と語っている。
『Mojo』誌の編集者たちも「彼の最高傑作」と絶賛。2006年には『死ぬまでに聴くべき1001枚のアルバム』にも選ばれている。
ただし、ベン・シサリオ(『Rolling Stone Album Guide』2004年)はこう批評している：
「ジャンルの多様性という耐久試験のような作品で、完成された曲は『Sometimes I Don't Know What to Feel』『International Feel』『Just One Victory』のわずか3曲。あとは中途半端な音響装飾に埋もれている」

## 影響と遺産
2017年、トッド・ラングレンはバークリー音楽大学の卒業式でスピーチを行い『A Wizard, a True Star』について次のように振り返った：
「私は『A Wizard, a True Star』というクレイジーなレコードを作った。そこでは、レコード制作のルールをすべて捨て自分の頭の中にある混沌をそのまま記録に焼き付けようとしたんだ。他人のために“整える”なんてことは一切しなかった。
結果としてその時点でファンの半数を失った。でも…
トレント・レズナーや他のアーティストたちがこれを大きな影響源として挙げてくれている。だから私はこれは自分にとって誇らしい“専制”の行為だったと思っている。商業的成功を収めたあとの私の人生のモデルになった。」
このアルバムを敬愛するアーティストにはテーム・インパラ、シミアン・モバイル・ディスコ、ダフト・パンク、ホット・チップなどがいる。
音楽評論家のボブ・スタンリーによればアルバムのはじけるようなサウンドは、
「その陽気なR&Bのきらめきによってプリンスの登場を予見しており21世紀のエレクトロポップ——ザ・アヴァランチーズからホット・チップに至るまでの数々のアクトに影響を与えた。」
また、「International Feel」はダフト・パンクの2006年の映画『Electroma』のオープニングシーンで大きく取り上げられている。
2018年、『Pitchfork』のサム・ソドムスキーは「このアルバムの“指紋”は今日のベッドルーム・アーティストたち——アリエル・ピンクやフランク・オーシャンなど——にもはっきりと残っている」と述べた。特にフランク・オーシャンは2016年のアルバム『Blonde』でシンセのサウンドをサンプリングしている。
また、ジェリーフィッシュやインペリアル・ドラッグの共同創設者ロジャー・ジョセフ・マニング Jr.はこのレコードの独特なサウンドについてこう語っている：
「歪んだ音が鳴りまくりパン(定位)がめちゃくちゃであちこちで変なことが起きてる。でもそれが逆に曲に魅力と個性を与えてるんだ。」
リリース当時はその音響を再現する難しさから全曲演奏を行う計画はなかった。
ただし「Just One Victory」はライブの定番となりラングレンは「これをやらないと観客が怒る」と語っている。
2009年には初めて『A Wizard, a True Star』全曲演奏ツアーを行い派手な舞台演出と多数の衣装替えを取り入れた公演となった。2020年には再びツアーが予定されていた。

## 収録曲
all_writing   = Todd Rundgren except where noted
| #         | タイトル                                                     | 作詞  | 作曲・編曲 | 時間 |
| --------- | ------------------------------------------------------------ | ----- | ---------- | ---- |
| 1.        | 「International Feel」                                       |       |            | 2:50 |
| 2.        | 「Never Never Land」(Betty Comden, Adolph Green, Jule Styne) |       |            | 1:34 |
| 3.        | 「Tic Tic Tic It Wears Off」                                 |       |            | 1:14 |
| 4.        | 「You Need Your Head」                                       |       |            | 1:02 |
| 5.        | 「Rock and Roll Pussy」                                      |       |            | 1:08 |
| 6.        | 「Dogfight Giggle」                                          |       |            | 1:05 |
| 7.        | 「You Don't Have to Camp Around」                            |       |            | 1:03 |
| 8.        | 「Flamingo」                                                 |       |            | 2:34 |
| 9.        | 「Zen Archer」                                               |       |            | 5:35 |
| 10.       | 「Just Another Onionhead; Da Da Dali」                       |       |            | 2:23 |
| 11.       | 「When the Shit Hits the Fan; Sunset Blvd.」                 |       |            | 4:02 |
| 12.       | 「Le Feel Internacionale」                                   |       |            | 1:51 |
| 合計時間: | 合計時間:                                                    | 26:21 |            |      |

| #         | タイトル | 作詞  | 作曲・編曲 | 時間  |
| --------- | --- | ----- | ---------- | ----- |
| 1.        | 「Sometimes I Don't Know What to Feel」 |       |            | 4:16  |
| 2.        | 「Does Anybody Love You?」 |       |            | 1:31  |
| 3.        | 「Medley" 1. "I'm So Proud" (Curtis Mayfield) 2. "Ooh Baby Baby" (Smokey Robinson, Warren "Pete" Moore) 3. "La La Means I Love You" (William Hart, Thom Bell) 4. "Cool Jerk" (Donald Storball)」 |       |            | 10:34 |
| 4.        | 「Hungry for Love」 |       |            | 2:18  |
| 5.        | 「I Don't Want to Tie You Down」 |       |            | 1:56  |
| 6.        | 「Is It My Name?」 |       |            | 4:01  |
| 7.        | 「Just One Victory」 |       |            | 4:59  |
| 合計時間: | 合計時間: | 29:35 |            |       |

## 参加ミュージシャン
- トッド・ラングレン - ボーカル、ギター、キーボード、シンセサイザー
- ジーン-イヴ・"M・フロッグ"・ラバト - VCS3シンセサイザー、ウッドウィンド
- マーク・"ムーギー"・クリングマン - キーボード、オルガン、ピアノ、エレクトリック・ピアノ、グロッケンシュピール
- ラルフ・シュケット - キーボード、オルガン、RMI、クラヴィネット、アコーディオン
- ジョン・シーグラー - ベース、チェロ
- ジョン・サイオモス - ドラムス、パーカッション
- リック・デリンジャー - ベース、エレクトリック、ペダル・スティール・ギター
- マイケル・ブレッカー - サクソフォーン
- ランディ・ブレッカー - トランペット
- バリー・ロジャース - トロンボーン
- デイヴィッド・サンボーン - サクソフォーン
- "バッファロー"・ビル・ゲルバー - ベース on 「たったひとつの勝利」
- トム・コスグローヴ - ギター on 「たったひとつの勝利」